# Шиллуки
Шиллу́ки (шиллук, самоназва — чоло) — нілотський народ групи північних луо у Південному Судані (Східна Африка), вважається чи не найбільшою чисельно етнічною групою новоутвореної (2011) з метрополії Судан держави Південний Судан.

## Територія проживання і чисельність
Шиллуки проживають на лівобережжі Білого Нілу до границь провінції Кордофан і праворуч від річки — від злиття Нілу і Собату і у верхів'ї Собату на 30 км, в т.ч. в околицях міста Малакаль.
Шиллуки є найчисельнішим з негроїдних народів т.зв. Англо-Єгипетського (або Південного) Судану, а з липня 2011 року — незалежної держави Південний Судан, чисельність представників якого за оцінками на 1990-ті становила 430—450 тисяч осіб. 

## Антрополігія, мова і релігія

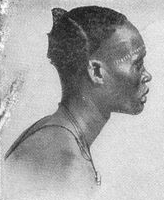
Портрет шиллука, бл. 1914 року

Шиллуки — типові негроїди, колір шкіри — агатово-чорний.
Мова шиллуків — шиллук (коло, дхоло, чулла, шулла) належить до північних луо мов нілотської мовної групи східно-суданського відгалуження шарі-нільської мовної родини ніло-сахарської макросім'ї мов.
У шиллуків зберігаються традиційні вірування. Західні місіонери занесли християнство.

## Історія і суспільство

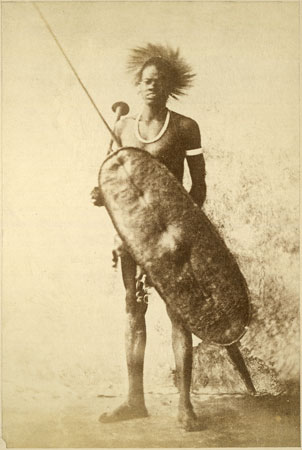
Шиллуцький воїн, фото Р.Бухти (Richard Buchta), 1877-80

Разом з пращурами сучасних народностей алур, ачолі, бурун, мабан, аннуак, джур, турі, бор предки шиллуків на межі ер створили і управляли доволі міцним ранньодержавним утворенням — царством Куш, так зване (у етнографічних дослідженнях) «божественне царство» (англ. divine kingdom), що простягалося на північ аж до Хартума. Однако до V століття н.е. воно занепало в силу внутрішнього розбрату і під зовнішнім тиском.
Шиллуки — традиційно войовнича група. Зброя — списи, щити, палиці. Військова організація спиралася на систему вікових класів. 
У шиллуцькому суспільстві в минулому існувало рабство.  
Шиллуцькі роди об'єднувалися в підрозділи, що складали плем'я. Конфедерація із 10 племен очолювалась правителем — «божественним царем» ретом, що вважався земним утіленням легендарного прапращура шиллуків Ньяканга (Ньїканга). Функції рета переважно мали ритуальний характер.  
Шиллуки — єдиний народ Верхнього Ніла, що визнає одноосібного вождя як правителя для всіх племен. Хоча вони живуть патріархальними сім'ями, влада вождя, проте, незмінно передавалась дітям сестри або іншим родичам за жіночою лінією.

## Господарство
Господарський тип шиллуків близький до нуерського, але вони є більш осідлими. Основні заняття — тропічне ручне землеробство,  розведення великої і дрібної рогатої худоби, рибальство.
Розвинута обробка заліза. Поширено відхідництво.

## Культура

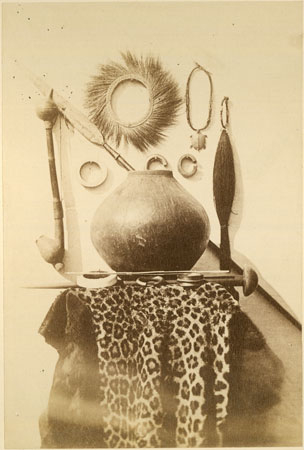
Предмети побуту шиллуків

Шиллуки живуть у близько розташованих одне до одного поселеннях. 
Житло шиллуків — кругла або овальна у плані хатина з соломи і гілок.  
Раніше шиллуки, зокрема чоловіки, практично не носили ніякого одягу, жінки ж надягали подобу фартуха з телячої шкури. Із запровадження англо-єгипетської адміністрації шиллуки почали переймати європейську одіж.
Основу раціону складають каші, також овочі, риба тощо.   
Духовна культура шиллуків представлена вшануванням загально-нілотського божества родючості Джуок, що уявлявся у вигляді небесного бика, який посилав на землю дощ. Основні свята якраз і були пов'язані з «викликанням» опадів і збиранням перших паростків, супроводжувалися ритуальними жертвоприношенням у вигляді каші, звареної з зерна нового врожаю. Кожне плем'я і дотепер має капище-святилище Ньяканга (міфічного пращура, від якого веде своє походження «божественний цар» рет), вхід куди вільний лише жерцям і удові рета.

## Виноски
1. ↑  Westermann D. The shilluk people, their language and folklore., Westport: Negro Universities Press, 1970. P. 187—194 (англ.)
2. ↑  Берзина С.Я Шиллук // Народы мира. Историчко-этнографический справочник., М.: «Советская Энциклопедия», стор. 521 (рос.)
3. ↑  Берзина С.Я. Шиллук // Народы и религии мира / під ред. Тішкова В.О., М.: «Большая Российская Энциклопедия», 1999
4. ↑  Токарев С.А. Традиционные культы // Религия в истории народов мира/ М ИПЛ, Библиотека атеистической литературы, М., 1976. стор.202-215 (рос.)